# 좌두

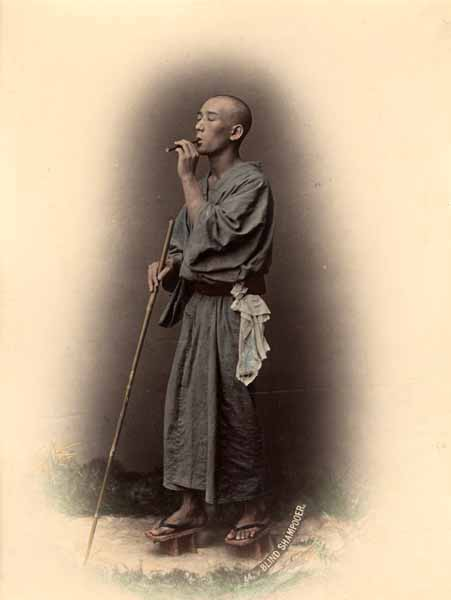

좌두(일본어: 座頭 자토[*])는 에도시대의 맹인 사회계급이다. 현대와 같은 사회보장제도가 없었던 에도시대에, 막부는 일종의 장애인 보호정책으로서 직능조합인 좌(座)를 바탕으로 신체장애인들이 특정 직종을 배타적으로 독점하는 것을 용인하여 장애인의 경제적 자립을 도모했다.
평곡을 연주하는 비파법사를 검교(検校), 별당(別当), 구당(勾当), 좌두(座頭)라고 불렀는데, 여기에서 이름이 유래했다.
예로부터 비파법사에는 맹인이 많았는데, 『헤이케 모노가타리』를 노래하는 직업인으로서 가마쿠라시대 무렵부터 당도좌(当道座)라는 좌가 형성되었다. 당도좌는 권위적으로도, 상조조직으로서도 맹인들의 좌(길드)의 역할을 기능했다. 당도좌의 집단규칙에 따르면 소속된 맹인들은 검교, 별당, 구당, 좌두 4개 위계로 나뉘어 있었고, 세세하게는 73개 계급으로 나뉘었다고 한다. 이 관위 시스템은 당도좌 소속으로서 직분에 힘쓰고 신청해 인정받으면 일정한 세월을 두고 순차적으로 승급할 수 있었지만, 매우 오랜 시간이 걸려 평생 걸려도 검교까지 올라가지 못할 정도였다. 금은을 통해 조기에 관위를 취득하기도 했다고 한다.
에도시대 들어 당도좌는 맹인단체로서 막부의 공인과 보호를 받게 되었다. 이 무렵 평곡은 유행이 지나갔고, 대신 지가삼미선, 쟁곡, 호궁 등의 연주작곡과 침구사, 안마사가 당도좌의 주요 직분이 되었다. 또한 좌두스모 등 구경거리에 종사하는 사들도 있었고, 원록연간 무렵부터 관위 승격비용을 융통하기 위해 고리대금이 공인되었기 때문에 악랄한 금융업자가 되는 맹인도 있었다.
당도좌에 대한 정부 차원의 보호는 메이지 원년(1868년) 폐지되었다.

## 같이 보기
- 자토이치